# Liste der denkmalgeschützten Objekte in Hintersee (Flachgau)
Die Liste der denkmalgeschützten Objekte in Hintersee enthält die denkmalgeschützten, unbeweglichen Objekte der Gemeinde Hintersee.

## Denkmäler
| Foto |                 | Denkmal                                                                    | Standort                            | Beschreibung | Metadaten |
| ---- | --------------- | -------------------------------------------------------------------------- | ----------------------------------- | --- | --- |
| ja   | Datei hochladen | Pfarrhof HERIS-ID: 15855 Objekt-ID: 12102                                  | Hintersee 1 Standort KG: Hintersee  | Der zweigeschoßige Pfarrhof südlich der Kirche stammt im Kern aus der Zeit um 1785. | BDA-Hist.: Q37799178 Status: Bescheid Stand der BDA-Liste: 2025-06-30 Name: Pfarrhof GstNr.: 3                                                      |
| ja   | Datei hochladen | Ehem. Jagdschloss Langreith HERIS-ID: 15852 Objekt-ID: 12099seit 2013      | Hintersee 16 Standort KG: Hintersee | → Hauptartikel : Jagdschloss Langreith f1 | BDA-Hist.: Q17123773 Status: Bescheid Stand der BDA-Liste: 2025-06-30 Name: Ehem. Jagdschloss Langreith GstNr.: 243 Jagdschloss Langreith           |
| ja   | Datei hochladen | Kath. Pfarrkirche hll. Leonhard und Georg HERIS-ID: 15854 Objekt-ID: 12101 | Standort KG: Hintersee              | Erzbischof Hieronymus Colloredo ließ 1785 diese dem hl. Leonhard und dem hl. Georg geweihte Kirche erbauen. Der bekannteste Vikar war Joseph Mohr, der das Vikariat Hintersee fast 10 Jahre lang betreute. | BDA-Hist.: Q37799169 Status: § 2a Stand der BDA-Liste: 2025-06-30 Name: Kath. Pfarrkirche hll. Leonhard und Georg GstNr.: 446 Pfarrkirche Hintersee |